# Goldriesling
Pour les articles homonymes, voir riesling.
Le goldriesling  est un cépage de raisins blancs.

## Origine et répartition géographique
Le goldriesling  est une obtention de Chrétien Oberlin vers 1880 en croisant Riesling x Muscat précoce de Saumur dans les installations de l'Institut Viticole Oberlin à Colmar en Alsace. Le cépage fait partie de la liste des classements de cépages pour la production de vin suivant l’Article 20 du règlement (CE) no 1227/200.
Le cépage est classé autorisé en Alsace mais le goldriesling est surtout connu en Allemagne dans la région de la Saxe (16 hectares) près de Dresde.
Le goldriesling a servi de géniteur des cépages Lucie Kuhlmann, Léon Millot, Maréchal Foch, Maréchal Joffre, Pinard, Etoile I, Etoile II et Triomphe d'Alsace.

## Synonymes
Le goldriesling  est connu sous les noms Gelbriesling, Goldmuskat, Franzosentraube, Riesling doré, Risling Khativ et Risling Zolotistyi.